# Departamentele Paraguayului
| 1. Alto Paraguay (Fuerte Olimpo) 2. Alto Paraná (Ciudad del Este) 3. Amambay (Pedro Juan Caballero) 4. Asunción 5. Boquerón (Filadelfia) 6. Caaguazú (Coronel Oviedo) 7. Caazapá (Caazapá) 8. Canindeyú (Salto del Guairá) 9. Central (Areguá) 10. Concepción (Concepción) 11. Cordillera (Caacupé) 12. Guairá (Villarrica) 13. Itapúa (Encarnación) 14. Misiones (San Juan Bautista) 15. Ñeembucú (Pilar) 16. Paraguarí (Paraguarí) 17. Departamentul Presidente Hayes (Pozo Colorado) 18. San Pedro (San Pedro del Ykuamandyju) |